# Flugunfall einer Bombardier CRJ200 der Saurya Airlines in Kathmandu
Der Flugunfall einer Bombardier CRJ200 der Saurya Airlines in Kathmandu ereignete sich am 24. Juli 2024. Die an diesem Tag für einen Überführungsflug nach Pokhara mit  Passagieren eingesetzte Bombardier CRJ200ER der nepalesischen Saurya Airlines stürzte unmittelbar nach dem Start vom Flughafen Kathmandu zu Boden, wobei von den 19 Insassen an Bord 18 ums Leben kamen. Lediglich der Flugkapitän überlebte schwer verletzt.

## Maschine
Das betroffene Flugzeug war eine Bombardier CRJ200ER, die zum Zeitpunkt des Unfalls 21 Jahre und zwei Monate alt war. Die Maschine mit der Werknummer 7772 wurde am Mai an die US-amerikanische Atlantic Coast Airlines erstausgeliefert, welche sie mit dem Luftfahrzeugkennzeichen N695BR zuließ, ihr die Flottennummer 695 erteilte und mit der Maschine Regionalflüge unter dem Markennamen United Express durchführte. Ab dem 4. August 2004 war die Maschine bei der Independence Air im Einsatz, ehe sie nach Nigeria exportiert wurde und zum 21. Juni 2007 mit dem neuen Kennzeichen 5N-AJI bei der Arik Air in Betrieb ging. Ab dem 20. April 2008 wurde sie durch die SA Express übernommen, wobei die Maschine in dem Zusammenhang das Kennzeichen ZS-NMG erhielt. Ab dem 27. Januar 2017 war die Maschine auf die Flugzeugleasinggesellschaft Strategic Air Finance (SAF) zugelassen und erhielt in diesem Zusammenhang ihr ursprüngliches US-amerikanisches Kennzeichen N695BR zurück. Ab dem Februar 2017 war das Flugzeug auf die Bank of Utah zugelassen. Im Jahr 2017 wurde die Maschine nach Nepal exportiert und ging mit dem neuen Kennzeichen 9N-AME bei der Saurya Airlines in Betrieb. Das zweistrahlige Regionalverkehrsflugzeug war mit zwei Turbojettriebwerken des Typs General Electric CF34-3B1 ausgestattet.

## Insassen
An Bord der Maschine, die zu Wartungsarbeiten ("C-Check") nach Pokhara ausgeflogen werden sollte, befanden sich 19 Personen, wobei es sich mehrheitlich um Wartungspersonal und Firmenangehörige handelte. Auch ein Kind war an Bord. Die Besatzung bestand aus einem Flugkapitän und einem Ersten Offizier. Da es sich um einen Überführungsflug handelte, waren auf diesem Flug keine Flugbegleiter vorgesehen.

## Unfallhergang

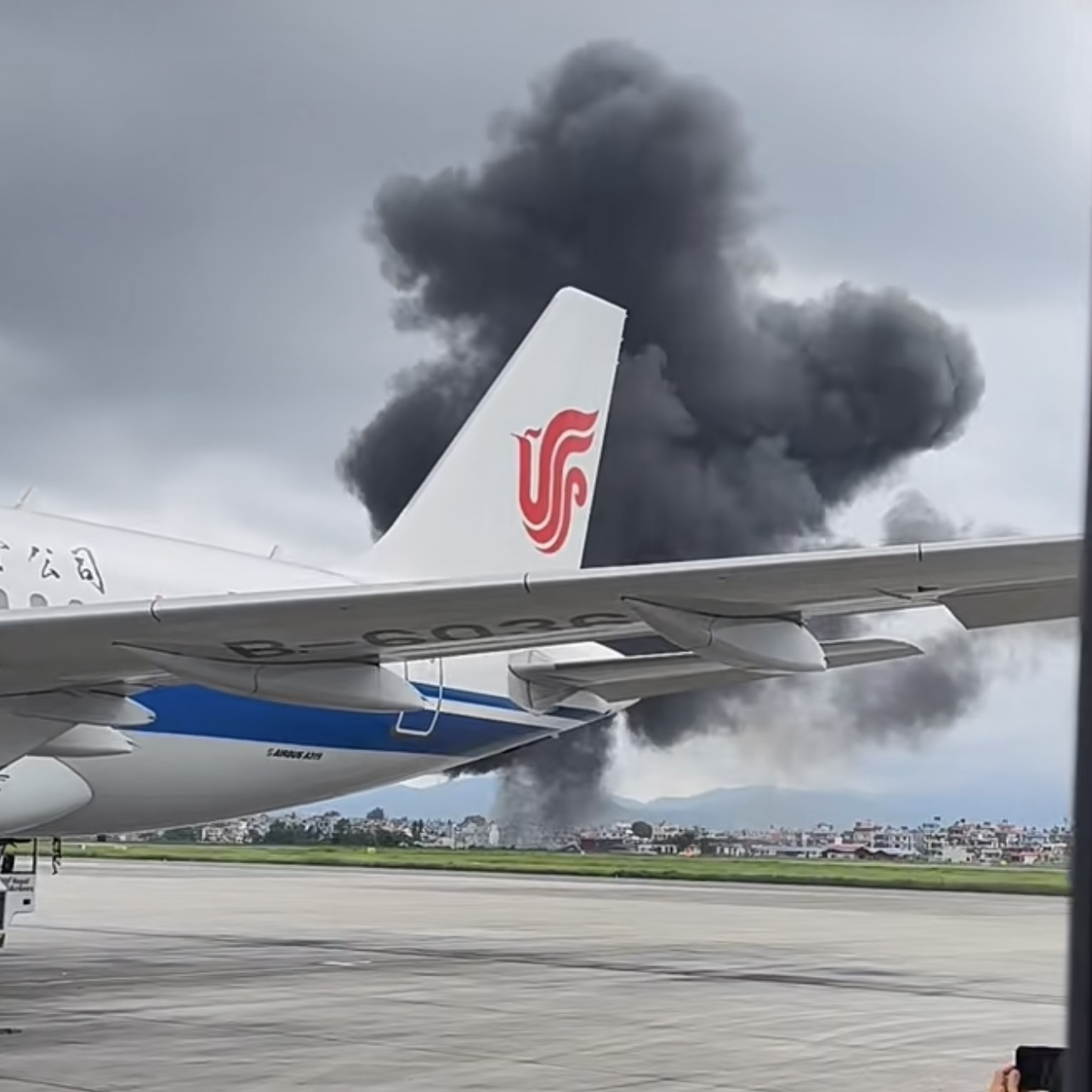
Rauchentwicklung an der Unfallstelle

Die Maschine erhielt an dem Tag eine Freigabe zum Start um 11:15 Uhr Ortszeit von der Startbahn 02 des Flughafens Kathmandu. Unmittelbar nach dem Start gewann die Maschine kaum an Höhe. Aufnahmen vom Flughafen zeigen, wie die Maschine kurz nach dem Start einen rechtswärtigen Rollwinkel von fast 90 Grad einnimmt und dann an Höhe verliert und zu Boden geht. Die Maschine schlitterte nach dem Aufprall in eine zwischen dem Hangar und der Radarstation gelegene Senke und brannte aus. Von den 19 Insassen an Bord starben 18, nur der Flugkapitän überlebte.

## Ursache
Die Unfallursache wird derzeit noch untersucht.
Die nepalesischen Behörden sollten binnen 45 Tagen nach dem Unfall einen Zwischenbericht vorlegen.
Dieser wurde am 5. September 2024 veröffentlicht.